# Hector Van Muylem
Hector Van Muylem (Nederhasselt, 27 december 1908 - 12 juni 1982) was een Belgische politicus voor de CVP. Hij was burgemeester van Nederhasselt.

## Biografie
Als enige zoon van een rijke boerenfamilie kwam hij snel in de politieke wereld terecht. Na enkele jaren in de lokale politiek met de toenmalige burgemeester Gustaaf Vanderschueren werd hij in 1946 schepen  en vervolgens in 1952 burgemeester. Hij was ook jaren kandidaat op de arrondissementele senaatslijsten van de CVP als vertegenwoordiger van de landbouwerssectie.
Hij huwde met Judith Van Muylem, afkomstig uit de verdwenen gemeente Herlinkhove. Deze gemeente werd tijdens de Franse revolutie opgeheven en verdeeld onder Ninove en Outer.
Van Muylem was na WOII ook aanwezig op de stichtingsvergadering van de CVP Congres en bleef voor deze partij actief in de gemeentepolitiek voor de CVP. In 1952 werd hij burgemeester van Nederhasselt. Hij bleef burgemeester tot 1976, waarna Nederhasselt een deelgemeente werd van Ninove. Hij was zo de laatste burgemeester van Nederhasselt. De 'Burgemeester Hector Van Muylemstraat' in Nederhasselt werd naar hem vernoemd.